# Konfederace evropských skautů
Konfederace evropských skautů, anglicky Confederation of European Scouts, francouzsky Confederation Européenne de Scoutisme, zkratkou CES, je mezinárodní skautská federace sdružující organizace v jednotlivých zemích. Vznikla v Bruselu, dne 12. listopadu 1978 a až do současnosti sídlí v Belgii. CES zdůrazňuje, evropský rozměr skautingu a tvrdí, že nabízí "autentický skauting Roberta Baden-Powella". CES se odštěpila od Fédération du Scoutisme Européen (FSE), později přejmenované na Union Internationale des Guides et Scouts d'Europe, k rozdělení došlo v důsledku sporů o významnosti náboženských prvků a koedukace. Přesný počet členů CES není znám.